# Combat Zone Wrestling
Pour les articles homonymes, voir CZW.
Combat Zone Wrestling (CZW) est une fédération américaine de catch hardcore (lutte professionnelle) basée à Philadelphie. Elle est fondée par le catcheur John Zandig en 1999.

## Histoire de la fédération
En 1998, John Zandig ouvre une école de catch à Philadelphie. Cette école permet à Zandig d'avoir des catcheurs pour sa propre fédération de catch hardcore qu'il nomme Combat Zone Wrestling. Des échelles, de tables, des punaises, du fil de fer barbelé, des néons fluorescents et autre feu sont des éléments communs des matchs de catch ultraviolent à la CZW. La fédération a vite trouvé sa place chez les fans de catch hardcore surtout depuis l'arrêt de la Extreme Championship Wrestling. La CZW trouvait sa renommée au ECW Arena avec leur Cage of Death 3 en 2001, l'année de la chute de la ECW.
Néanmoins, la fédération ne se concentre pas uniquement sur le catch hardcore. Bien qu'ils soient le plus connus pour leur style « ultraviolent », rarement ses spectacles comportent plus d'un ou deux combats « ultraviolents ». Fin 2002, elle a été obligée de limiter leur nombre à la suite d'une restriction de la Commission athlétique de l'État de Pennsylvanie sur l'usage des néons. Son émission annuelle intitulée Tournament of Death est emphasée avec le style « ultraviolent » de la CZW. À l'inverse, son tournoi annuel Best of the Best montre aussi que la CZW est capable de proposer le meilleur du catch indépendant.
Tous ses spectacles sont enregistrés et distribués par Smart Mark Video, qui sort les shows en DVD via son site web.
CZW est diffusé sur TWC Fight! pour les téléspectateurs de Grande-Bretagne et d'Irlande à l'occasion du programme Bloodbath. La CZW continue d'organiser une représentation par mois à la ECW Arena (New Alhambra Arena). En plus de son spectacle mensuel, elle en organise d'autres en dehors de Philadelphie, où la fédération se situe.

## Évènements annuels

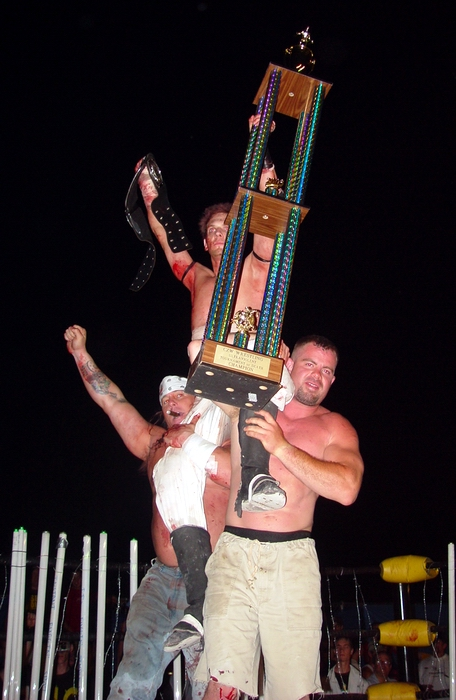
Nick Mondo après avoir remporté le Tournament of Death 2.

### Cage of Death
Le plus gros show de la CZW en fin d'année, le Cage of Death comprend des matchs Cage of Death, c'est-à-dire une cage avec divers armes, objets, et une abondance de violence. Les murs électrifiés de la cage, cactus, tables, néons, verre, punaises, battes de baseball, et autres barbelés sont aussi utilisés. Les matchs sont toujours à haut risque. Le Cage of Death existe sous différents formats : simple, par équipe ou en tournoi. La première édition eut lieu en 1999 (date de fondation de la fédération).

### Tournament of Death
Le tournoi annuel de death-match de la CZW qui a lieu depuis 2002, comprend l'usage de feu, débroussailleuses, néons, et autres armes. Le TOD a été le résultat de nombreuses pertes de sang pour les catcheurs qui y ont participé. Les anciens vainqueurs sont Wifebeater (TOD 1 et 3), Nick Mondo (TOD 2), Necro Butcher (TOD 4), Nick Gage (TOD 5), Drake Younger (TOD 6) et Danny Havoc (TOD 7), Thumbatck Jack (TOD 8 et TOD:REWIND) et Scotty Vortketz (TOD 9).

### Best of the Best
Le tournoi annuel de la CZW qui est différent des autres évènements de la CZW est celui qui met plus l'accent sur l'aspect athlétique que sur les armes. Le tournoi Best of the Best est un tournoi taillé pour les lutteurs de la catégorie poids moyen, aussi appelée « Junior Heavyweight ». En 2005 cependant, le tournoi était ouvert à toutes les catégories de poids. L'année suivante, il retournait à son format d'origine. Les anciens vainqueurs dans l'ordre sont Winger, Trent Acid, B-Boy, Sonjay Dutt, Mike Quackenbush, Ruckus, Joker et Sabian. Il a lieu depuis 2001.

## Championnats et champions actuels
| Championnat:                              | Champion(s):                              | Précédent(s):                      | Date d'obtention: | Ville:                |
| ----------------------------------------- | ----------------------------------------- | ---------------------------------- | ----------------- | --------------------- |
| CZW World Heavyweight Championship        | Jonathan Gresham (1)                      | Matt Tremont                       | 10 septembre 2016 | Vorhees, New Jersey   |
| CZW World Tag Team Championship           | Da Hit Squad (Dan Maff & Monsta Mack) (1) | #TVReady (BLK Jeez & Pepper Parks) | 14 mai 2016       | Vorhees, New Jeysey   |
| CZW Wired TV Championship                 | Joey Janela (3)                           | Lio Rush                           | 10 septembre 2016 | Vorhees, New Jersey   |
| CZW World Junior Heavyweight Championship | Greg Excellent (2)                        | Alexander Jones                    | 14 mars 2015      | Vorhees, New Jersey   |
| CZW Medal of Valor                        | Frankie Pickard                           | Qefka The Quiet                    | 10 aout 2016      | Blackwood, New Jersey |